# Myiornis
Myiornis (dwergtirannen) is een geslacht van zangvogels uit de familie tirannen (Tyrannidae).

## Soorten
Het geslacht kent de volgende soorten:
- Myiornis albiventris – Witborstdwergtiran
- Myiornis atricapillus – Zwartkapdwergtiran
- Myiornis auricularis – Oorvlekdwergtiran
- Myiornis ecaudatus – Kortstaartdwergtiran